# Спэтару, Дан (футболист)
Дан Спэтару (рум. Dan (Danu) Spătaru; 24 мая 1994, Кишинёв) — молдавский футболист, полузащитник клуба «Петрокуб». Выступал за сборную Молдовы.

## Биография

### Клубная карьера
Начал карьеру в чемпионате Молдавии в клубе «Зимбру», за который провёл в общей сложности 100 матчей. Дебютировал в сезоне 2012/13 во 2-м квалификационном раунде Лиги Европы против клуба «Янг Бойз». В чемпионате дебютировал в матче 3 тура против «Костулены». Дебютный гол забил в ворота «Нистру Отачь».
В сезоне 2013/14 выиграл вместе с командой кубок Молдавии.
24 февраля 2015 года Спэтару перешёл в румынскую «Астру» на правах аренды до конца сезона 2014/15, сыграл 7 матчей.
Вернувшись в «Зимбру», в сезоне 2015/16 провёл 24 игры, забил 3 гола и сделал 2 голевые передачи.
20 февраля 2017 года Спэтару подписал контракт с «Динамо Бухарест». Дебютировал в матче 1 тура против «Вииторула» (0:0). Провёл три матча.
Летом 2017 года Спэтару перешёл в «Политехнику Яссы».
В феврале 2018 года подписал контракт с клубом «Олимпиец» из Нижнего Новгорода. Дебют состоялся в матче 29 тура против «Тамбова» (1:1).
8 февраля 2019 года перешел в латвийский клуб «Лиепая».

### Карьера в сборной
Выступал за юношеские и молодёжные сборные Молдавии. Участник Кубка Содружества-2016.
15 ноября 2014 года дебютировал в национальной сборной Молдавии в игре против Лихтенштейна, заменив на 56-й минуте Андрея Кожокаря.

## Достижения
- Обладатель Кубка Молдавии: 2013/14
- Обладатель Суперкубка Молдавии: 2014
- Обладатель Кубка Армении: 2019/20.